# Делрой Скотт
Делрой Скотт (англ. Delroy Scott, 22 січня 1947 — 24 липня 2018) — ямайський футболіст, який грав на позиції півзахисника. Відомий за виступами в складі команди Північноамериканської футбольної ліги «Атланта Чіфс», та у складі збірної Ямайки.

## Футбольна кар'єра
Делрой Скотт розпочав виступи на футбольних полях у 1964 році в складі ямайської команди «Кавальєр». У 1967 році він отримав запрошення від клубу Північноамериканської футбольної ліги «Атланта Чіфс», у складі якого швидко став гравцем основного складу, і в сезоні 1968 року став чемпіоном НАСЛ. У 1970 році повернувся на Ямайку до клубу «Кавальєр», у складі якого грав до 1982 року.
Від 1965 до 1969 року Делрой Скотт грав у складі збірної Ямайки, та брав участь у розіграшах чемпіонату націй КОНКАКАФ.